# Rádio Renascença
Rádio Renascença (RR) [ˈʁadiu ʁ(ə)nɐʃˈsẽsɐ] (deutsch Radio Wiedergeburt) ist ein privater Hörfunksender der katholischen Kirche Portugals.
Die stärkste Sendestation von Rádio Renascença und eine der stärksten Portugals befand sich in der Nähe von Muge, Kreis Salvaterra de Magos (geographische Koordinaten: 39.119939 N / 8.711472 W) und sendete auf 594 kHz mit 100 kW Sendeleistung. Als Antenne wird ein 259 Meter hoher, selbststrahlender Sendemast verwendet, der das höchste Bauwerk in Portugal darstellt. Der Sender wird von Rádio Renascença nicht mehr benutzt. RR sendet heute hauptsächlich über lokale UKW-Sender und kann zudem über einen Live-Stream im Internet empfangen werden.

## Geschichte
Die portugiesische katholische Kirche gründete Rádio Renascença im Jahr 1934, um die katholischen Gläubigen zu erreichen und Gottesdienste zu übertragen. 1936 nahm RR den Sendebetrieb auf, zunächst ausgestrahlt von einem einfachen Sendemast bei Lissabon. Einen Monat später konnte der Radiosender in die neu eingerichteten Studioräume in der Rua Capelo einziehen, die bis heute genutzt werden.
Musikalisch bot Rádio Renascença seit den 1960er Jahren innovativen DJs immer wieder einen Freiraum, insbesondere im Abend- und Nachtprogramm. So begann der bekannte Radiomoderator António Sérgio seine Tätigkeit 1968 bei Rádio Renascença, wo er ab 1976 mit seiner Sendung Rotação zum Pionier der Rock-, Punk- und Metal-Szene in Portugal wurde. Bereits 1963 hatten die Sheiks ihre Inspiration aus der abendlichen Musiksendung 23a hora (deutsch: 23. Stunde) bezogen, bevor sie zur wichtigsten Beatband des Landes wurden.
Rádio Renascença hatte auch während der Nelkenrevolution 1974 eine große Bedeutung, da in seinem Programm um 0.21 Uhr am 25. April die erste Strophe des von der Diktatur verbotenen Liedes Grândola, Vila Morena vorgelesen wurde, nachdem aufständische Soldaten den Sender wenige Minuten zuvor besetzt hatten. Danach erklang das Lied selbst, gesungen von dem antifaschistischen Protestsänger José Afonso. Für rebellierende Einheiten der Armee, dem Movimento das Forças Armadas, war es die vereinbarte Losung, dass alle Ausgangsstellungen wie geplant bezogen werden konnten und der Staatsstreich nun in Angriff zu nehmen sei.
Nach der Nelkenrevolution 1974 wurde der Radiosender im Zuge der neuen Wirtschafts- und Ordnungspolitik zunächst verstaatlicht und zum Organ des Comando Operacional do Continente (COPCON), des radikalen Flügels des Movimento das Forças Armadas. Zwar wurde Rádio Renascença der katholischen Kirche am 25. November 1974 wieder übereignet, doch der Kampf um die Programmhoheit zwischen den portugiesischen Bischöfen, geführt von Kardinal António Ribeiro, dem Patriarchen von Lissabon, einerseits und dem COPCON und dessen Unterstützern andererseits dauerte fast das Jahr 1975 und erreichte seinen Höhepunkt im Sommer 1975.
1986 begann Rádio Renascença unter dem Namen RFM ein zweites Programm zu senden, das das junge Publikum ansprach und heute vor allem Lieder aus den 1980er Jahren spielt. 1997 nahm der Sender ein weiteres Programm mit dem Namen MEGA FM in Betrieb, das vor allem Musik aus den aktuellen Charts spielt.
Über RR und RFM werden auch Lokalsendungen übertragen, die von Redaktionen in Évora, Braga, Lissabon, Chaves, Porto, Viseu, Leiria und Elvas vorbereitet werden.